# Scuderia Ferrari

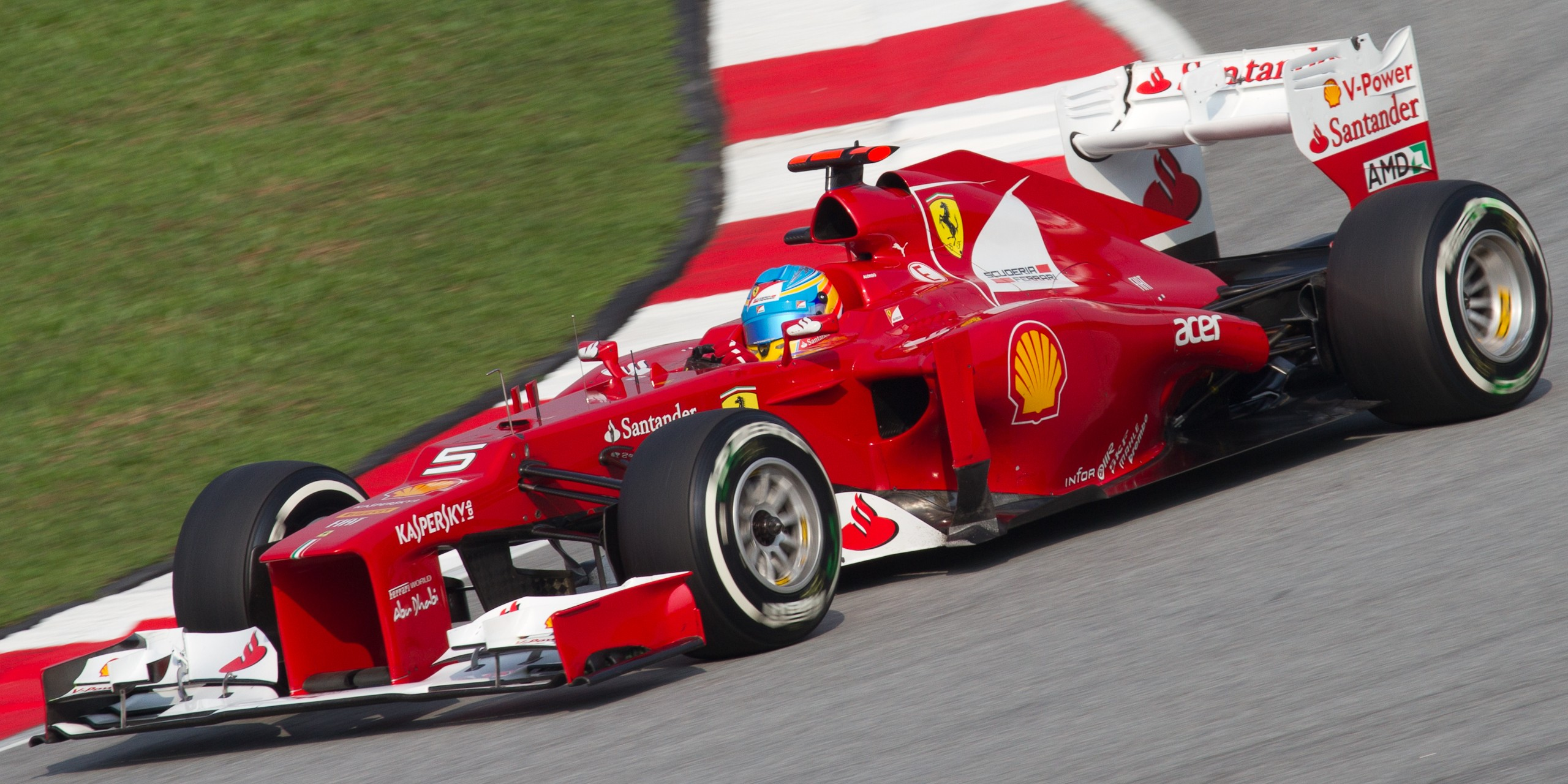
Ferrari 150° Italia (2011)

Scuderia Ferrari és l'equip de Formula 1 de Ferrari, l'equip més antic dels que actualment participen en el mundial i el més reeixit de la història de la competició amb 14 mundials de constructors i 14 mundials de pilots.
Ha estat sempre un equip molt reeixit exceptuant la sequera de títols que es va produir des de 1983 fins a l'any 2000, primer títol dels 5 consecutius que obté Michael Schumacher.
Els seus seguidors (coneguts com a tifosi) són molt apassionats, així a prop de les instal·lacions de la Scuderia s'hi pot trobar un museu i de fet tota la rodalia de Maranello respira d'aquest fenomen.

## Logotip
El logotip de Ferrari és un cavall negre aixecant-se sobre les seves potes posteriors sobre fons groc. Sol portar les lletres S F de Scuderia Ferrari.
Originalment el cavall era el símbol del comte Francesco Baracca, un llegendari as de les forces aèries italianes durant la Primera Guerra Mundial. Aquest el pintava en el lateral dels seus avions. Baracca va morir jove el 19 de juny de 1918 en ser fet caure després de 34 duels victoriosos i moltes victòries del seu equip. Aviat es va convertir en un heroi nacional.
Baracca volia que el seu símbol fos als avions, pels quals el seu esquadró, el "Battaglione Aviatori", estava enrolat en un regiment de cavalleria, ja que les forces aèries estaven en els seus primers anys de vida i no tenien encara independència administrativa. Una altra de les raons d'això, era que també perquè ell mateix tenia fama de ser el millor cavaliere del seu equip.
S'ha suposat que l'elecció d'un cavall, es va deure que la família era coneguda per tenir molts cavalls a les seves finques a Lugo di Romagna. Una altra teoria, és que Baracca va copiar el disseny del cavall a un pilot alemany que portava l'escut de la ciutat de Stuttgart al seu avió. Curiosament, el fabricant de cotxes alemany Porsche, de Stuttgart, va manllevar el seu logotip del cavall de l'escut de la ciutat.
El 17 de juny de 1923 Enzo Ferrari va guanyar una cursa en el circuit Savio de Ravena, i allà va conèixer la comtessa Paolina, la mare de Baracca. La comtessa li va demanar que usés el cavall amb els seus cotxes, suggerint que li portaria bona sort, però la primera cursa en la qual Alfa li va permetre usar el cavall als cotxes de la Scuderia va ser onze anys després, en les 24 Hores de Spa el 1932, on l'escuderia italiana va vèncer.
Ferrari va conservar el cavall negre tal com havia estat a l'avió de Baracca, però va afegir un fons groc perquè era el color representatiu del seu lloc de naixement, Mòdena.
El cavall encabritat no sempre ha identificat únicament a la marca Ferrari. Fabio Taglioni el va usar a les seves motocicletes Monda. El pare de Taglioni va ser de fet un dels companys de Baracca i va lluitar al costat d'ell al 91è esquadró Aeri, però quan la fama de Ferrari va créixer, Ducati va abandonar el cavall.

## Resultats

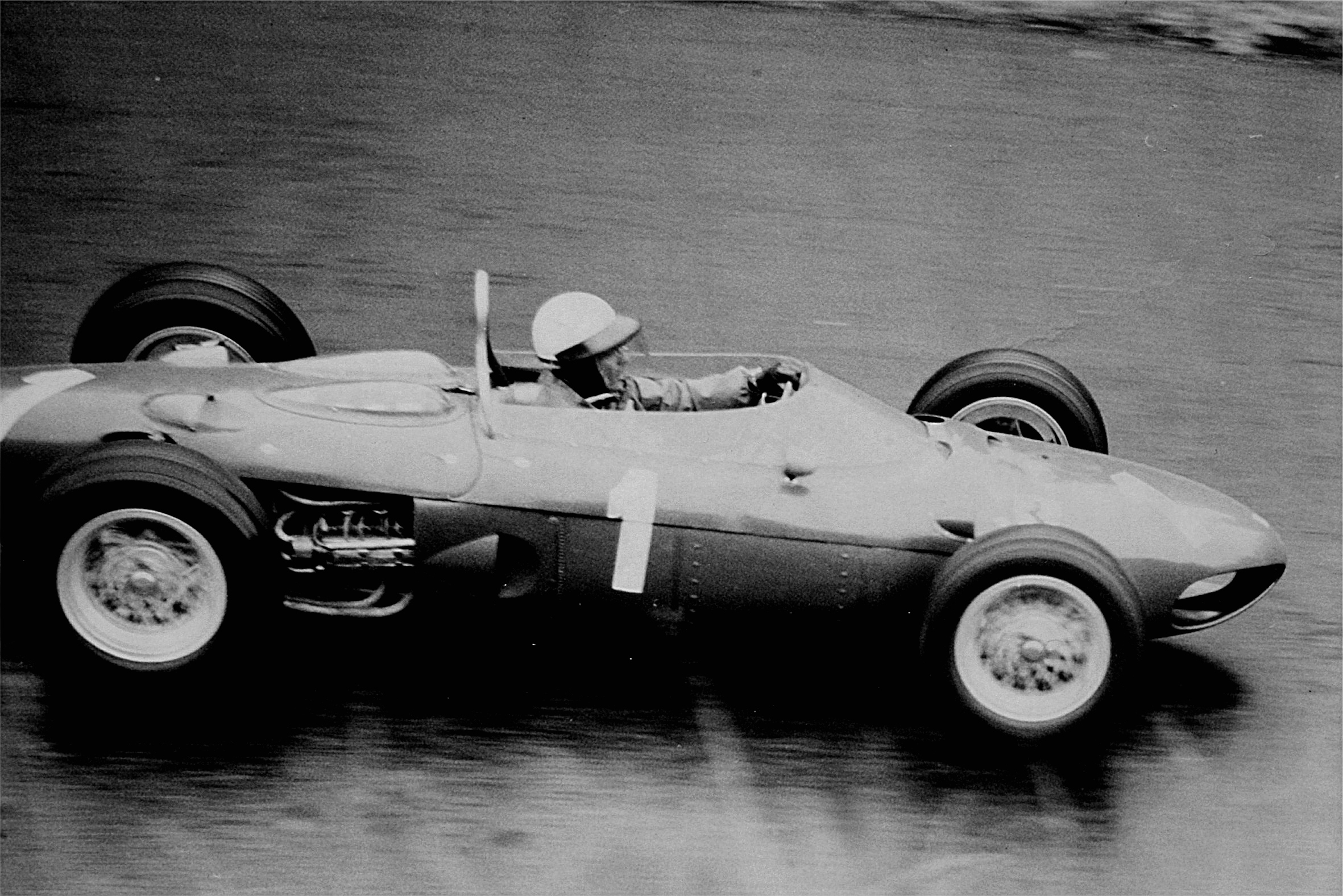
Ferrari 156 (1962)

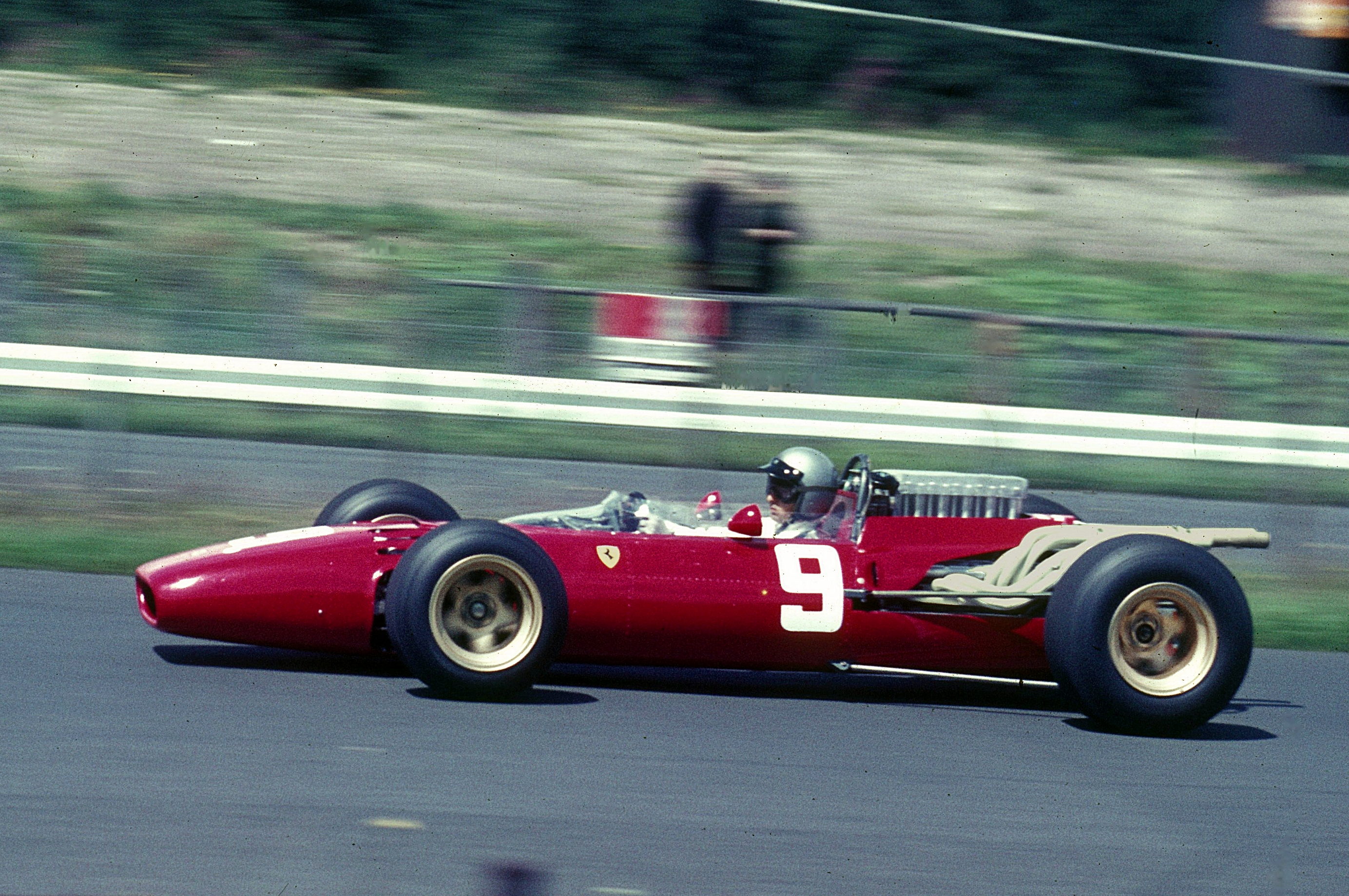
Bandini l'any 1966

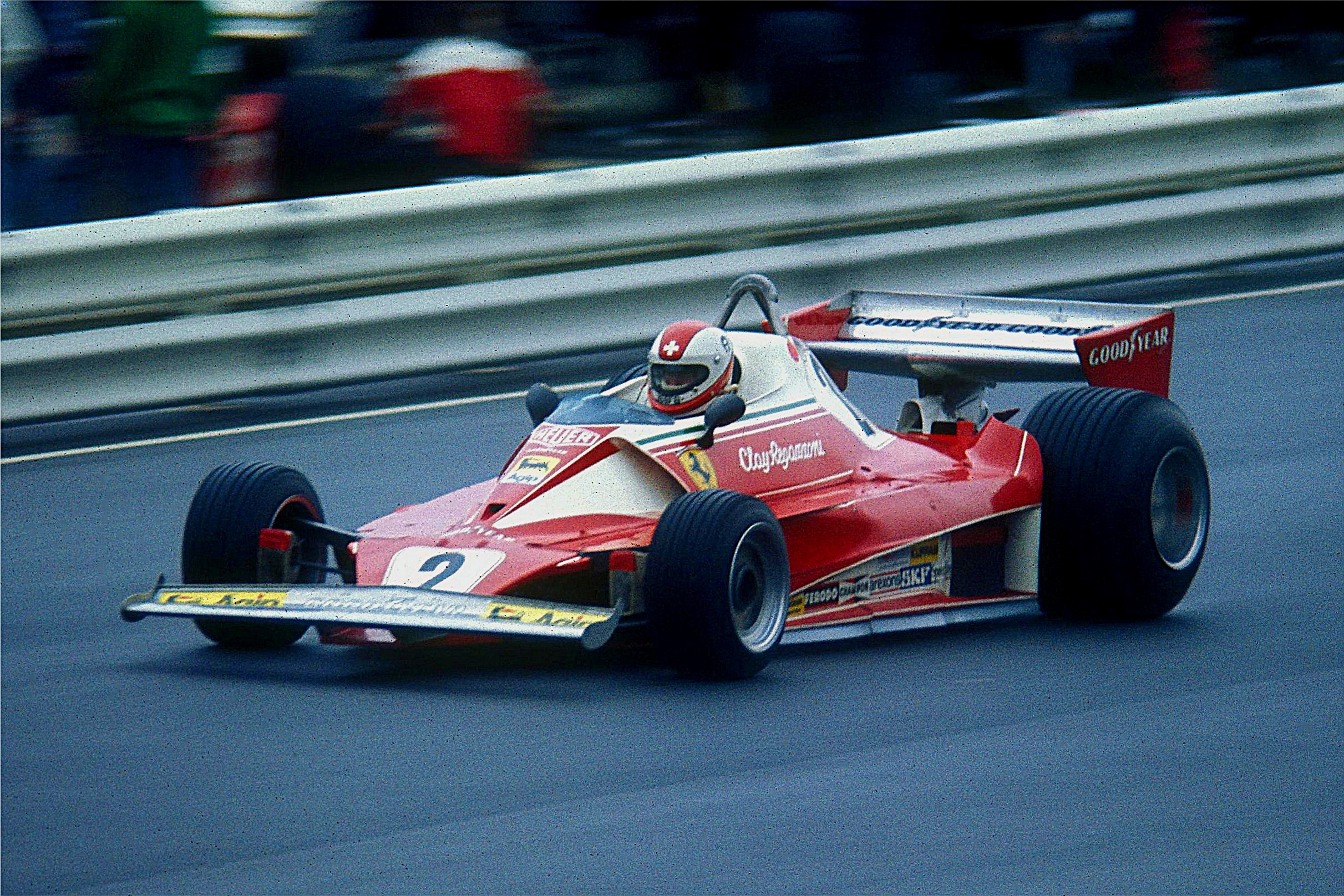
Ferrari 312T (1976)

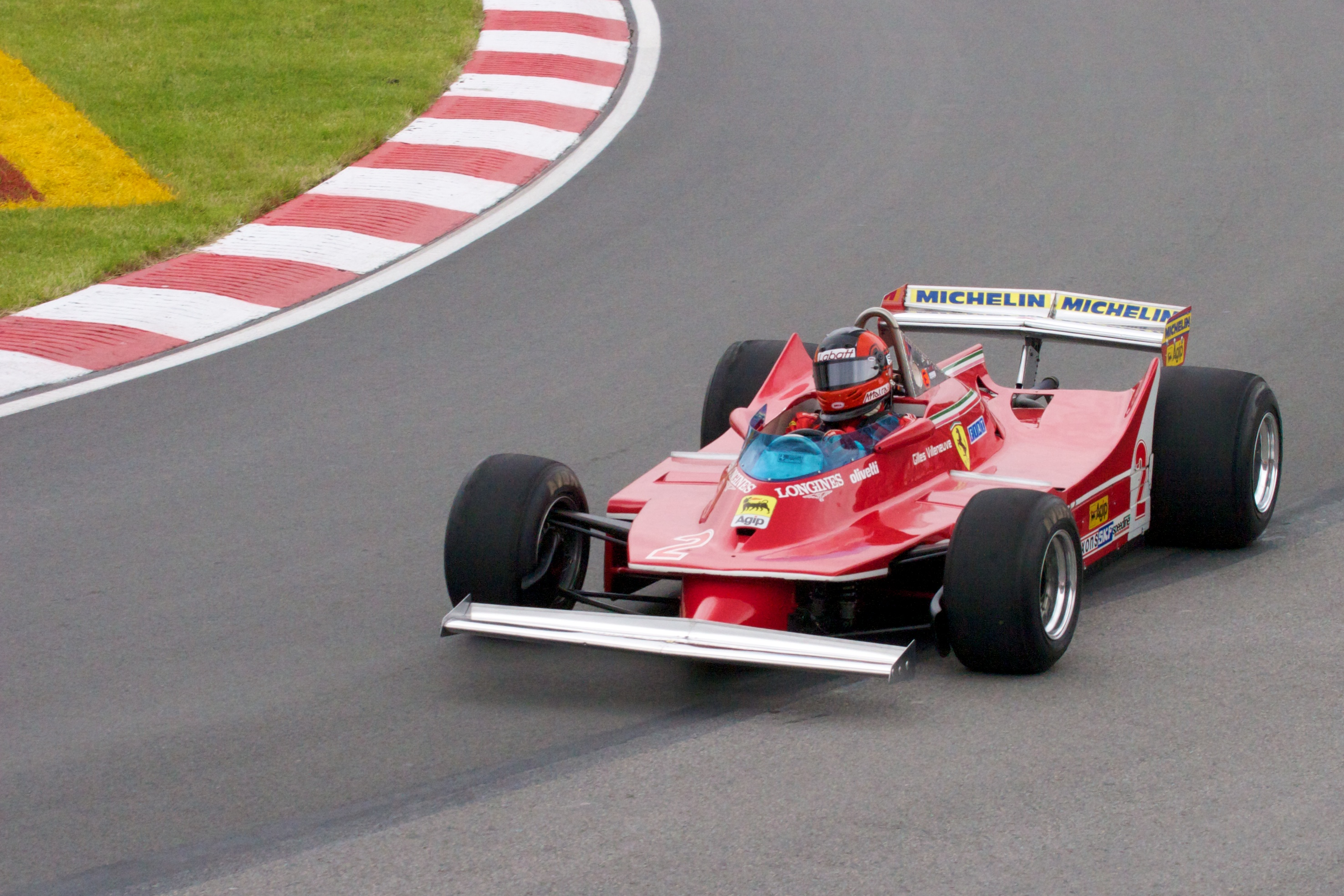
Ferrari 312T5 (1980)

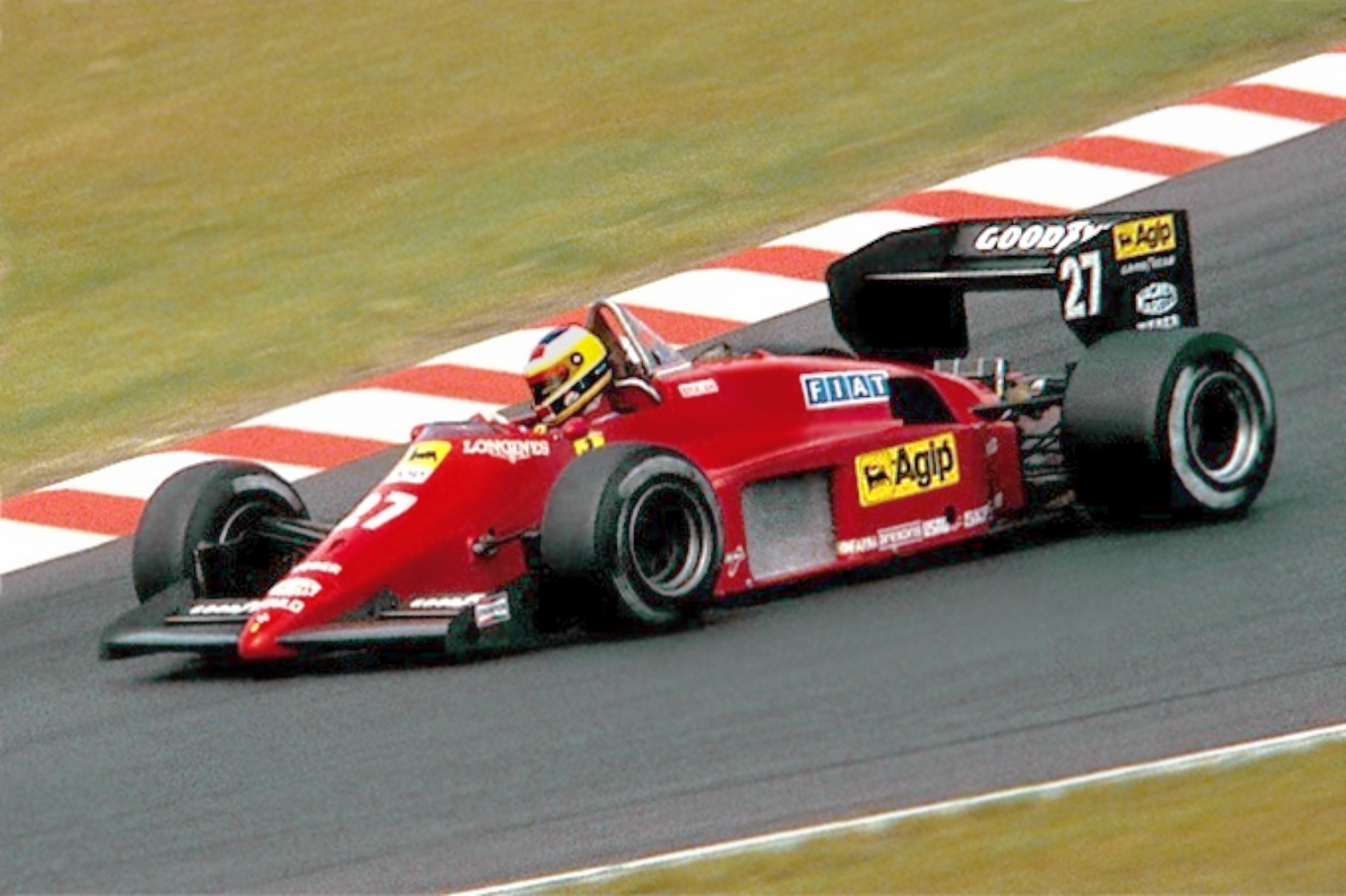
Ferrari 156/85 (1985)

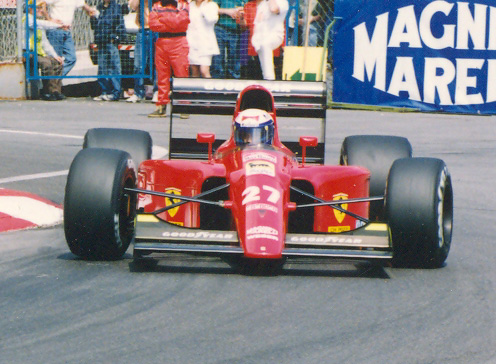
Ferrari 642 (1991)

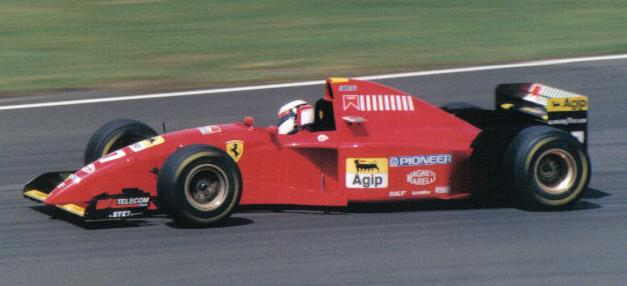
Ferrari 412T2 (1995)

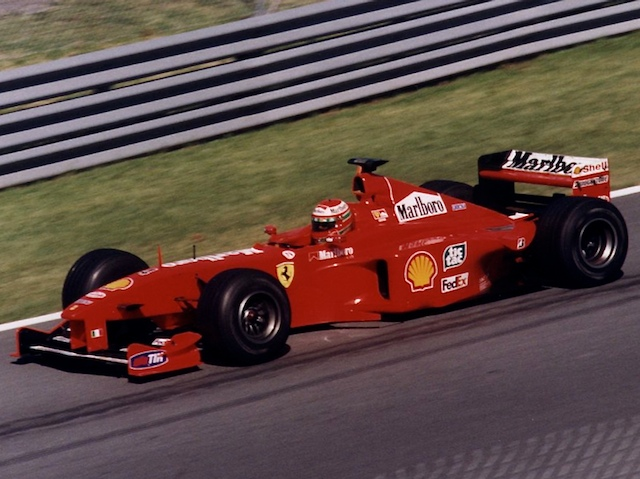
Ferrari F399 (1999)

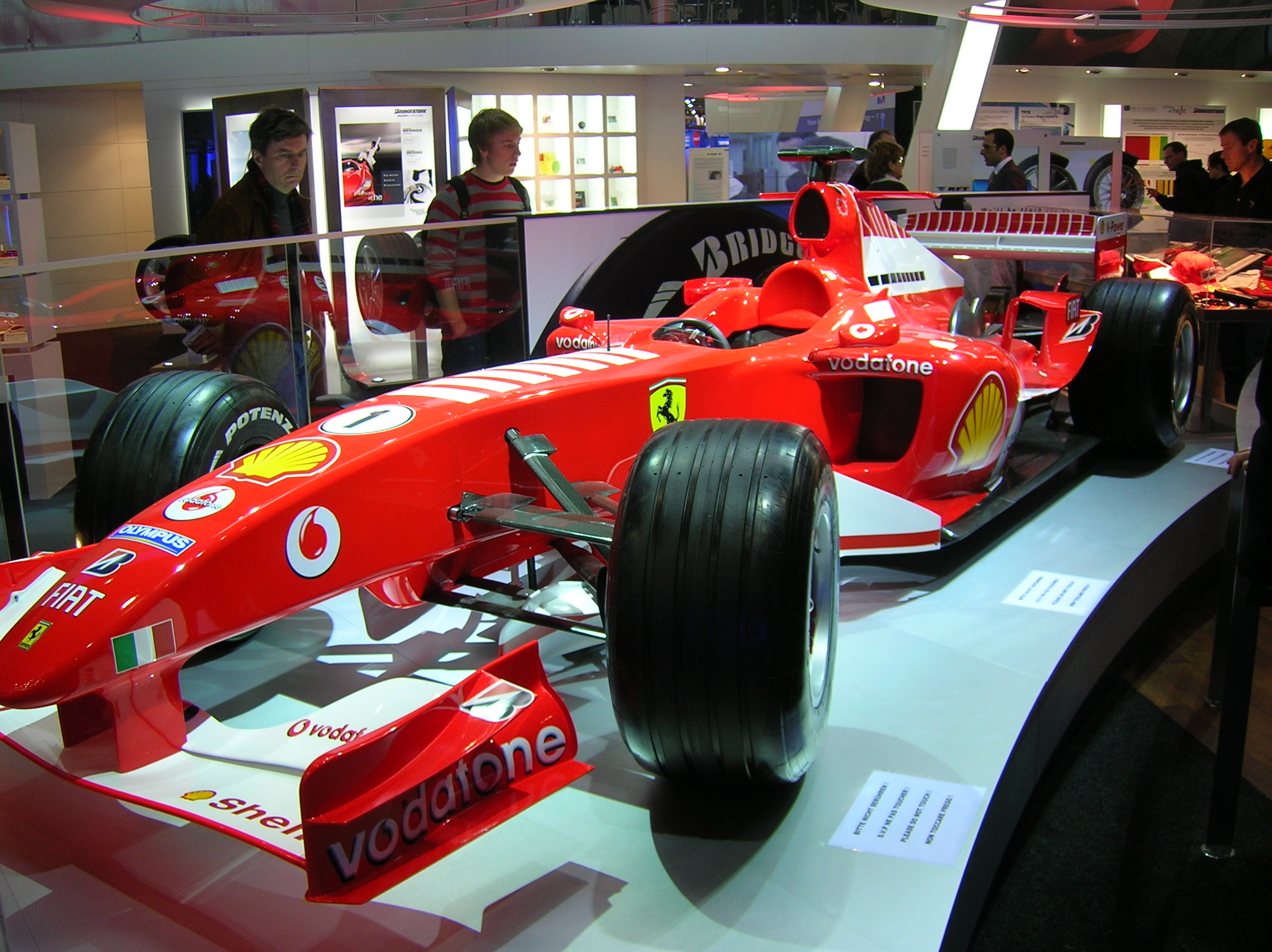
F1 Ferrari 2005

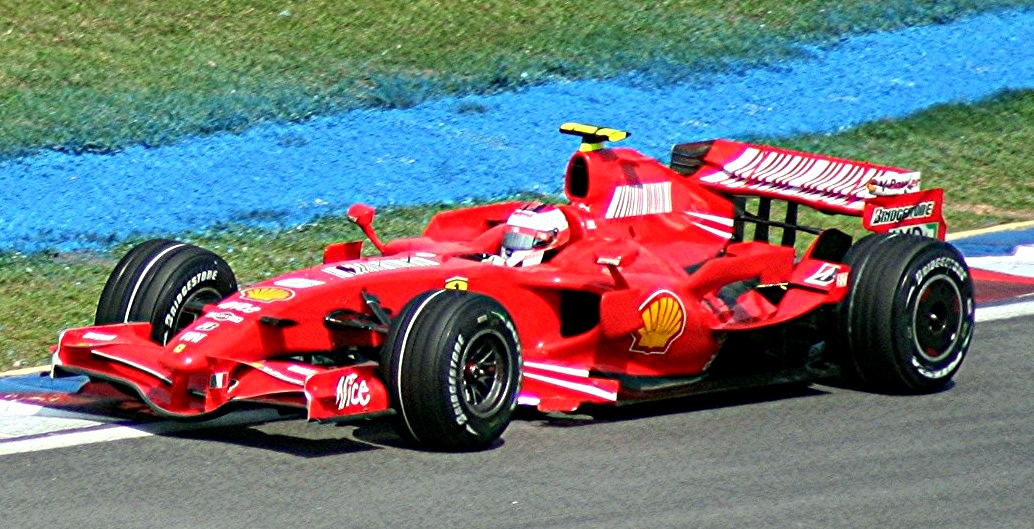
Ferrari F2007 (2007)

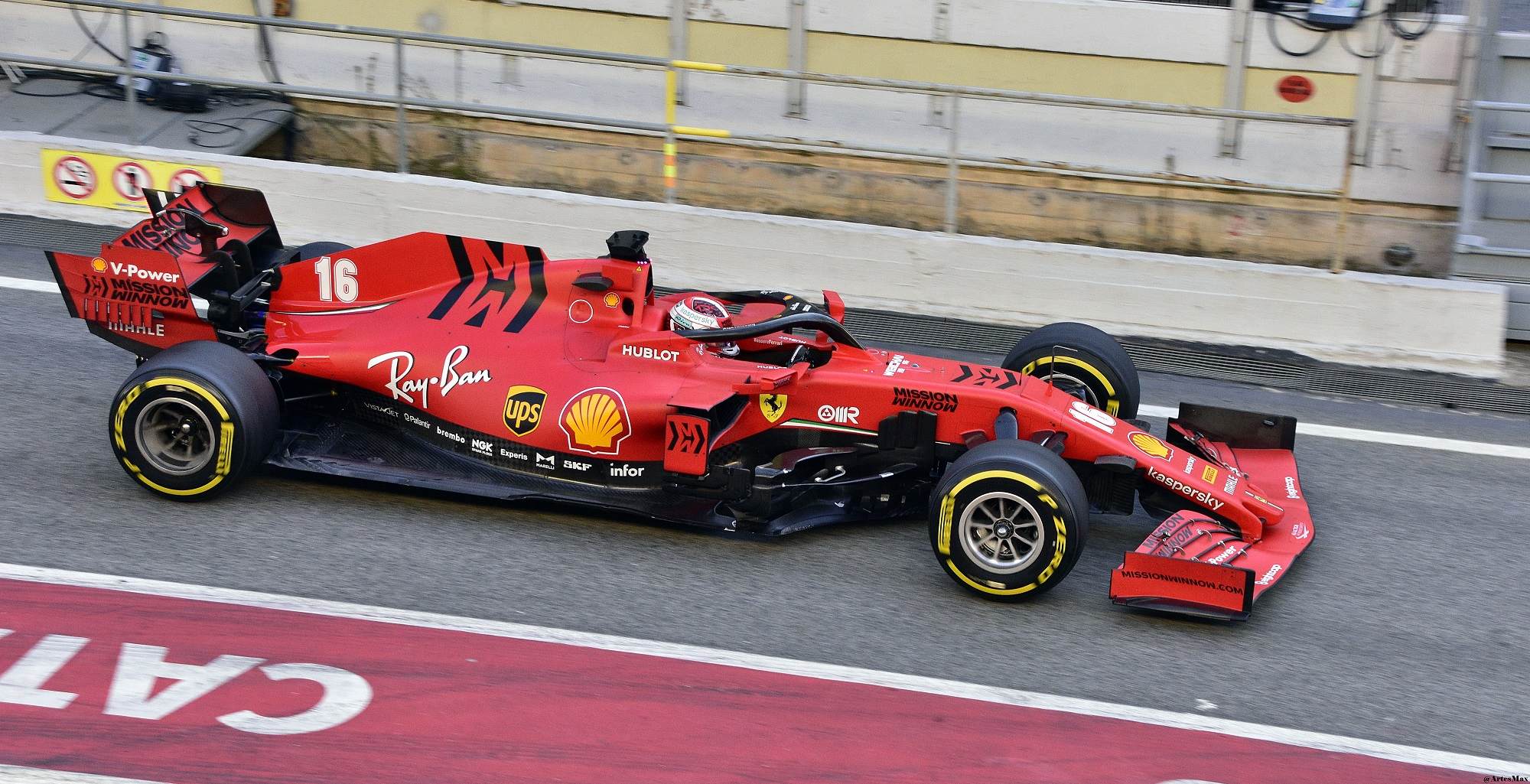
Ferrari SF1000 (2020)

| Any  | Nom                        | Motor                              | Pneumátics | WCC |
| ---- | -------------------------- | ---------------------------------- | ---------- | --- |
| 1950 | Scuderia Ferrari           | Ferrari (Ferrari)                  | P          | NC  |
| 1951 | Scuderia Ferrari           | Ferrari (Ferrari)                  | P          | NC  |
| 1952 | Scuderia Ferrari           | Ferrari (Ferrari)                  | P          | NC  |
| 1953 | Scuderia Ferrari           | Ferrari (Ferrari)                  | P          | NC  |
| 1954 | Scuderia Ferrari           | Ferrari (Ferrari)                  | P          | NC  |
| 1955 | Scuderia Ferrari           | Ferrari (Ferrari)                  | E          | NC  |
| 1956 | Scuderia Ferrari           | Ferrari (Ferrari)                  | E, F, P    | NC  |
| 1957 | Scuderia Ferrari           | Ferrari (Ferrari)                  | P, E       | NC  |
| 1958 | Scuderia Ferrari           | Ferrari (Ferrari)                  | E          | 2   |
| 1959 | Scuderia Ferrari           | Ferrari (Ferrari)                  | D          | 2   |
| 1960 | Scuderia Ferrari           | Ferrari (Ferrari)                  | D          | 3   |
| 1961 | Scuderia Ferrari SpA SEFAC | Ferrari (Ferrari)                  | D          | 1   |
| 1962 | Scuderia Ferrari SpA SEFAC | Ferrari (Ferrari)                  | D          | 6   |
| 1963 | Scuderia Ferrari SpA SEFAC | Ferrari 178 1.5 V6 (Ferrari)       | D          | 4   |
| 1964 | Scuderia Ferrari SpA SEFAC | Ferrari (Ferrari)                  | D          | 1   |
| 1965 | Scuderia Ferrari SpA SEFAC | Ferrari (Ferrari)                  | D          | 4   |
| 1966 | Scuderia Ferrari SpA SEFAC | Ferrari 218 3.0 V12 (Ferrari)      | D, F       | 2   |
| 1967 | Scuderia Ferrari SpA SEFAC | Ferrari (Ferrari)                  | F          | 5   |
| 1968 | Scuderia Ferrari SpA SEFAC | Ferrari (Ferrari)                  | F          | 4   |
| 1969 | Scuderia Ferrari SpA SEFAC | Ferrari (Ferrari)                  | F          | 6   |
| 1970 | Scuderia Ferrari SpA SEFAC | Ferrari (Ferrari)                  | F          | 2   |
| 1971 | Scuderia Ferrari SpA SEFAC | Ferrari (Ferrari)                  | F          | 3   |
| 1972 | Scuderia Ferrari SpA SEFAC | Ferrari (Ferrari)                  | F          | 4   |
| 1973 | Scuderia Ferrari SpA SEFAC | Ferrari (Ferrari)                  | G          | 6   |
| 1974 | Scuderia Ferrari SpA SEFAC | Ferrari (Ferrari)                  | G          | 2   |
| 1975 | Scuderia Ferrari SpA SEFAC | Ferrari (Ferrari)                  | G          | 1   |
| 1976 | Scuderia Ferrari SpA SEFAC | Ferrari (Fiat)                     | G          | 1   |
| 1977 | Scuderia Ferrari SpA SEFAC | Ferrari (Fiat)                     | G          | 1   |
| 1978 | Scuderia Ferrari SpA SEFAC | Ferrari (Fiat)                     | M          | 2   |
| 1979 | Scuderia Ferrari SpA SEFAC | Ferrari (Fiat)                     | M          | 1   |
| 1980 | Scuderia Ferrari SpA SEFAC | Ferrari (Fiat)                     | M          | 10  |
| 1981 | Scuderia Ferrari SpA SEFAC | Ferrari (Fiat)                     | M          | 5   |
| 1982 | Scuderia Ferrari SpA SEFAC | Ferrari (Fiat)                     | G          | 1   |
| 1983 | Scuderia Ferrari SpA SEFAC | Ferrari (Fiat)                     | G          | 1   |
| 1984 | Scuderia Ferrari SpA SEFAC | Ferrari (Fiat)                     | G          | 2   |
| 1985 | Scuderia Ferrari SpA SEFAC | Ferrari (Fiat)                     | G          | 2   |
| 1986 | Scuderia Ferrari SpA SEFAC | Ferrari (Fiat)                     | G          | 4   |
| 1987 | Scuderia Ferrari SpA SEFAC | Ferrari (Fiat)                     | G          | 4   |
| 1988 | Scuderia Ferrari SpA SEFAC | Ferrari (Fiat)                     | G          | 2   |
| 1989 | Scuderia Ferrari SpA SEFAC | Ferrari (Fiat)                     | G          | 3   |
| 1990 | Scuderia Ferrari SpA       | Ferrari (Fiat)                     | G          | 2   |
| 1991 | Scuderia Ferrari SpA       | Ferrari 037 3.5 V12 (Fiat)         | G          | 3   |
| 1992 | Scuderia Ferrari SpA       | Ferrari 037 3.5 V12 (Fiat)         | G          | 4   |
| 1993 | Scuderia Ferrari SpA       | Ferrari 040 3.5 V12 (Fiat)         | G          | 4   |
| 1994 | Scuderia Ferrari SpA       | Ferrari (Fiat)                     | G          | 3   |
| 1995 | Scuderia Ferrari SpA       | Ferrari (Fiat)                     | G          | 3   |
| 1996 | Scuderia Ferrari SpA       | Ferrari (Fiat)                     | G          | 2   |
| 1997 | Scuderia Ferrari Marlboro  | Ferrari SPE-01 3.0 V10 (Fiat)      | G          | 2   |
| 1998 | Scuderia Ferrari Marlboro  | Ferrari SPE-01D V10 (Fiat)         | G          | 2   |
| 1999 | Scuderia Ferrari Marlboro  | Ferrari SPE-03A 3.0 V10 (Fiat)     | B          | 1   |
| 2000 | Scuderia Ferrari Marlboro  | Ferrari SPE 04A 3.0 V10 (Fiat)     | B          | 1   |
| 2001 | Scuderia Ferrari Marlboro  | Ferrari 01A 3.0 V10 (Fiat)         | B          | 1   |
| 2003 | Scuderia Ferrari Marlboro  | Ferrari 02A 3.0 V10 (Fiat)         | B          | 1   |
| 2003 | Scuderia Ferrari Marlboro  | Ferrari 03A 3.0 V10 (Fiat)         | B          | 1   |
| 2004 | Scuderia Ferrari Marlboro  | Ferrari 04A 3.0 V10 (Fiat)         | B          | 1   |
| 2005 | Scuderia Ferrari Marlboro  | Ferrari 05A 3.0 V10 (Fiat)         | B          | 3   |
| 2006 | Scuderia Ferrari Marlboro  | Ferrari Type 056 2.4 V8 (Fiat)     | B          | 2   |
| 2007 | Scuderia Ferrari Marlboro  | Ferrari Type 056 2.4 V8 (Fiat)     | B          | 1   |
| 2008 | Scuderia Ferrari Marlboro  | Ferrari Type 056 2.4 V8 (Fiat)     | B          | 1   |
| 2009 | Scuderia Ferrari Marlboro  | Ferrari Type 056 2.4 V8 (Fiat)     | B          | 4   |
| 2010 | Scuderia Ferrari Marlboro  | Ferrari Type 056 2.4 V8 (Fiat)     | B          | 3   |
| 2011 | Scuderia Ferrari Marlboro  | Ferrari Type 056 2.4 V8 (Fiat)     | P          | 3   |
| 2012 | Scuderia Ferrari           | Ferrari Type 056 2.4 V8 (Fiat)     | P          | 2   |
| 2013 | Scuderia Ferrari           | Ferrari Type 056 2.4 V8 (Fiat)     | P          | 3   |
| 2014 | Scuderia Ferrari           | Ferrari Type 059/3 1.6 V6 T (Fiat) | P          | 4   |
| 2015 | Scuderia Ferrari           | Ferrari 060 V6                     | P          | 2   |
| 2016 | Scuderia Ferrari           | Ferrari 061 V6                     | P          | 3   |
| 2017 | Scuderia Ferrari           | Ferrari 062 V6                     | P          | 2   |
| 2018 | Scuderia Ferrari           | Ferrari 063 V6                     | P          | 2   |
| 2019 | Scuderia Ferrari           | Ferrari 064 V6                     | P          | 2   |
| 2020 | Scuderia Ferrari           | Ferrari 065/6 V6                   | P          | 6   |
| 2021 | Scuderia Ferrari           | Ferrari 065/7 V6                   | P          | 3   |
| 2022 | Scuderia Ferrari           | Ferrari 066/7 V6                   | P          | 2   |
| 2023 | Scuderia Ferrari           | Ferrari 066/10 V6                  | P          | 3   |
| 2024 | Scuderia Ferrari           | Ferrari 066/12 V6                  | P          | *   |

### Pilots campions
Nou pilots han guanyat 15 campionats de pilots amb Ferrari.
- Alberto Ascari (1952, 1953)
- Juan Manuel Fangio (1956)
- Mike Hawthorn (1958)
- Phil Hill (1961)
- John Surtees (1964)
- Niki Lauda (1975, 1977)
- Jody Scheckter (1979)
- Michael Schumacher (2000, 2001, 2002, 2003, 2004)
- Kimi Räikkönen (2007)[1]

## Records
L'equip Ferrari ha aconseguit molts èxits a la Formula 1, a continuació es presenten algunes xifres significatives:
Més mundials de constructors: 16
Més mundials de pilots: 15
Més victòries: 221
Més victòries en una temporada: 15
Més podis: 677
Més podis en una temporada: 29
Més pole positions: 207
Més punts: 5,618.5
Més punts en una temporada: 262
Més voltes rápides: 229

## Pilots

### Pilots actuals (2022)
- Lewis Hamilton (2025-)
- Charles Leclerc (2019-)

### Pilots anteriors

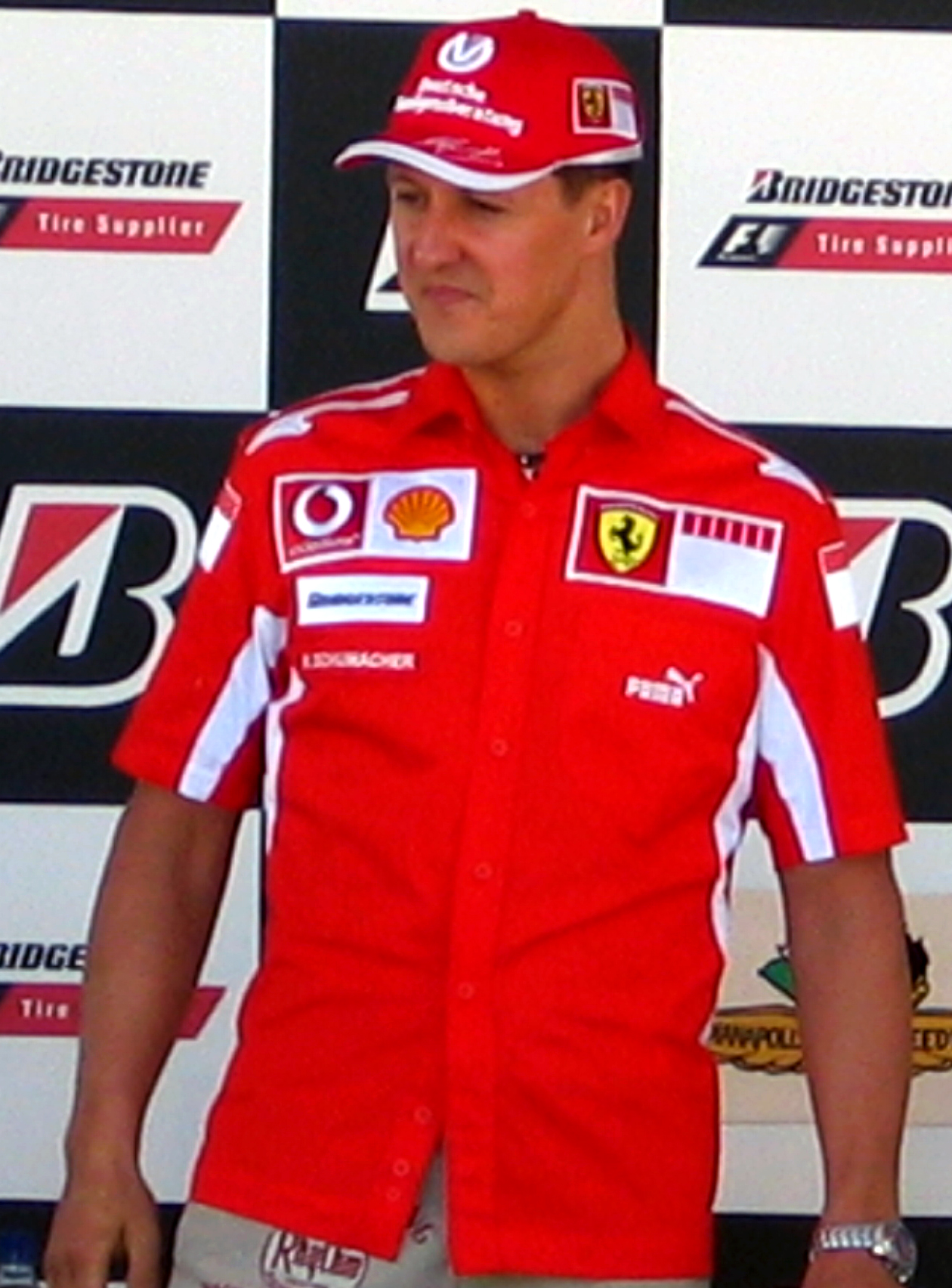
Michael Schumacher, Campió històric de la Formula 1

- Alberto Ascari (1950-1953)
- Juan Manuel Fangio (1956)
- Luigi Villoresi (1950-1953)
- José Froilán González (1951, 1954-1955, 1957, 1960)
- Giuseppe Farina (1953-1953)
- Peter Collins (1956-1958)
- Luigi Musso (1956-1958)
- Mike Hawthorn (1953-1954, 1957-1958)
- Phil Hill (1958-1962)
- Wolfgang von Trips (1957-1958, 1960-1961)
- Richie Ginther (1960-1961)
- Lorenzo Bandini (1962, 1964-1967)
- Chris Amon (1967-1969)
- Clay Regazzoni (1970-1972, 1974-1976)
- Jacky Ickx (1968, 1970-1973)
- Niki Lauda (1974-1977)
- Carlos Reutemann (1977-1978)
- Gilles Villeneuve (1977-1982)
- Jody Scheckter (1979-1980)
- Didier Pironi (1981-1982)
- Mario Andretti (1971-1972)
- René Arnoux (1983-1985)
- Michele Alboreto (1984-1988)
- Stefan Johansson (1985-1986)
- Nigel Mansell (1989-1990)
- Alain Prost (1990-1991)
- Jean Alesi (1991-1995)
- Ivan Capelli (1992)
- Nicola Larini (1992,1994)
- Gerhard Berger (1987-1989 i 1993-1995)
- Michael Schumacher (1996-2006)
- Eddie Irvine (1996-1999)
- Mika Salo (1999)
- Rubens Barrichello (2000-2005)
- Felipe Massa (2006-2013)
- Kimi Räikkönen (2007-2009 i 2014-2018)
- Fernando Alonso (2010-2014)
- Sebastian Vettel (2015-2020)
- Carlos Sainz Jr. (2021-)